# لمصامدة (تالحوالت)
لمصامدة هو دُوَّار يقع بجماعة مستغمر، إقليم تاوريرت، جهة الشرق في المملكة المغربية. ينتمي الدوّار لمشيخة تالحوالت التي تضم 6 دواوير. يقدر عدد سكانه بـ 518 نسمة حسب الإحصاء الرسمي للسكان والسكنى لسنة 2004.

## روابط خارجية
- البوابة الوطنية للجماعات الترابية نسخة محفوظة 12 مارس 2018 على موقع واي باك مشين.
- المندوبية السامية للتخطيط